# Jussi Salila
Johan Gustaf „Jussi” Salila (ur. 28 lipca 1884 w Holloli, zm. 12 sierpnia 1932 w Helsinkach) – fiński zapaśnik. Trzykrotny olimpijczyk. Zajął szesnaste miejsce w Sztokholmie 1912, piąte w Antwerpii 1920 i dziewiąte w Paryżu 1924. Walczył w wadze półciężkiej i ciężkiej.
Mistrz świata w 1921 roku. Mistrz kraju w stylu klasycznym 1918; drugi w 1913 i 1920. Wygrał zawody w stylu wolnym w 1924 roku.

## Letnie Igrzyska Olimpijskie 1912
| Konkurencja             | Rundy eliminacyjne       | Rundy eliminacyjne         | Rundy eliminacyjne       | Klas. końcowa |
| Konkurencja             | Przeciwnik I             | Przeciwnik II              | Przeciwnik III           | Miejsce       |
| ----------------------- | ------------------------ | -------------------------- | ------------------------ | ------------- |
| 82,5 kg styl klasyczny. | Ragnar Fogelmark (SWE) Z | Sigurjón Pétursson (ISL) P | Johannes Eriksen (DEN) P | 16.           |

## Letnie Igrzyska Olimpijskie 1920
| Konkurencja         | Rundy eliminacyjne  | Klas. końcowa |
| Konkurencja         | 1/4                 | Miejsce       |
| ------------------- | ------------------- | ------------- |
| +82,5 kg styl wolny | Robert Roth (SUI) P | 5.            |

## Letnie Igrzyska Olimpijskie 1924
| Konkurencja              | Rundy eliminacyjne      | Rundy eliminacyjne   | Rundy eliminacyjne  | Klas. końcowa |
| Konkurencja              | Przeciwnik I            | Przeciwnik II        | Przeciwnik III      | Miejsce       |
| ------------------------ | ----------------------- | -------------------- | ------------------- | ------------- |
| +82,5 kg styl klasyczny. | Marcello Giuria (ITA) Z | Léon Pottier (BEL) P | Emil Larsen (DEN) P | 9.            |